# Nidum
Nidum (nebo NIDVM či Nido) je starověká římská pevnost, která se nacházela nedaleko města Neath na jihu Walesu. Název Nidum je uveden v Itineráři císaře Antonina.
Pevnost se nacházela na nízké plošině na západním břehu řeky Neath. Tuto řeku znali Římané pod jménem Nedd. Z tamějšího osídlení se nakonec vyvinulo město Neath.

## Název pevnosti
Název pevnosti Nidum mívá i podobu Nido. 

## Vývoj
Pevnost postavili ze dřeva pro pomocné jednotky zhruba v roce 74, pravděpodobně v první fázi obsazování Walesu Římany, za Julia Frontina (74-78), ale brzy došlo ke zmenšení plochy z 3,3 ha na 2,3 ha. Půdorys tvořil téměř přesný čtverec.

### Dřevěná pevnost
Dokud byla pevnost ze dřeva, chránily ji čtyři rovnoběžné příkopy a násep s věží, jejichž celková délka přesahovala 12 m. Z pevnosti nevedla žádná cesta ven, do pravděpodobně velmi nepřátelského okolí. V současné době z ní lze zhlédnout zbytky dvou bran a místo, kudy probíhala hradba.

### Posádka
Posádku mohlo zpočátku tvořit až 1000 mužů a koní, není známo, z které jednotky. Podle jiného zdroje v ní později bylo až 500 mužů pomocných jednotek.

### Pevnost z kamene

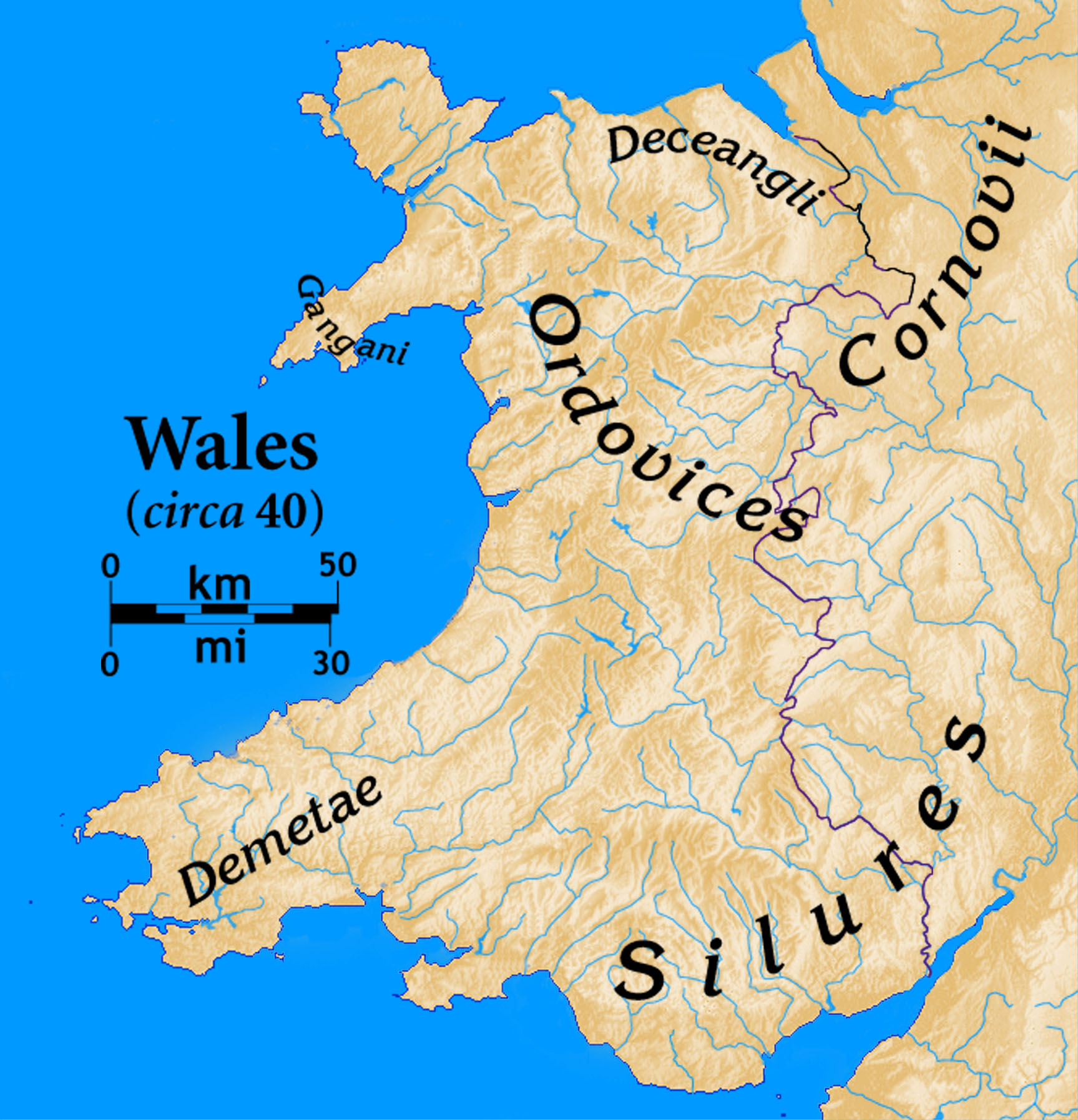
Kmeny ve Walesu v době římské invaze. Na mapě je pro lepší orientaci vyznačena i moderní hranice Walesu.

Pevnost vojsko opustilo kolem roku 125, ale znovu ji využívalo zhruba od roku 140, kdy byla přestavěna z kamene. Posádka tam však zůstala jen do roku 170, potom se pevnost sto let nepoužívala. Opět v ní bylo vojsko v letech 275 až 320.

### Ve své době jedinečné řešení v Británii
Většina lokality se nachází v areálu školy Dwr-y-Felin, kde se při vykopávkách v roce 2011 našly obranné věže nezvykle vysunuté ven z hradeb, aby obránci mohli střílet na útočníky, kteří se branou snažili proniknout do pevnosti. Podobné stavby existovaly o 200 nebo 300 let dříve, ale ve své době (v 1. století) to bylo jinde v Británii nevídané opatření, které si zřejmě vyžádalo nebezpečí hrozící ze strany nepřátelského kmene Silurů.

## Vykopávky, nálezy
Lokalita byla poprvé odhalena v roce 1949 a kopalo se tam v souvislosti se stavbou školy i jinými pracemi v letech 1950, 1958, 1962, 1984 až 85. Při tom se našly střešní tašky a podlahové dlaždice, úlomky amfory z 1. století, fragmenty kuchyňského a stolního nádobí, které se datují od nejranější fáze výstavby až po začátek 2. století. Jeden nebo dva kusy pocházejí z poloviny 2. století.
Bylo také nalezeno šest mincí pocházejících z časového období od doby císaře Augusta (vládl od roku 23 př. n. l. do roku 14 n. l.) po Trajána (vládl od roku 98 do roku 117).

## Chráněná památka
Některé artefakty z tohoto místa jsou trvale vystaveny v muzeu zvaném Neath Museum. Lokalita je chráněnou starověkou památkou.